# صونيا التراب
سونيا تراب (من مواليد 1985) هي كاتبة وصانعة أفلام ومخرجة وناشطة مغربية. تدور أعمالها حول مكانة المرأة في المجتمع المغربي، والنفاق الاجتماعي فيما يتعلق بالجسد والجنس والشباب المغربي.

## السيرة الذاتية
وُلدت سونيا تراب في بلدة مكناس بالمغرب. وانتقلت إلى فرنسا بعد تخرجها من المدرسة الثانوية، حيث درست العلوم السياسية والاتصالات. وتخرجت من الجامعة الأمريكية في باريس.
نشرت سونيا روايتها الأولى شامبلانكا في عام 2011، وأعقبتها رواية الثورة في عام 2015.
وأصدرت سونيا في عام 2016 فيلمها الوثائقي الأول شكسبير في الدار البيضاء. وأصدرت في العام التالي سلسلة على شبكة الإنترنت بعنوان المغاربة Marokkiates، لنشر آراء النساء المغربيات.
أصدرت سونيا فيلمها الوثائقي الثاني: L7sla (الطريق المسدود )، وهو انغماس لمدة عام مع الشباب المهمشين في حي شعبي في الدار البيضاء. كان الفيلم موضع نقاش في المغرب بعد أن بُث على القناة الوطنية 2M في أكتوبر، وحقق ثلاثة ملايين مشاهدة.

## الخارجون عن القانون المغاربة
أطلقت سونيا تراب وزميلتها الكاتبة المغربية ليلى سليماني بيان "الخارجون عن القانون" لإلغاء تجريم الحريات الفردية في المغرب، والذي جمع أكثر من 15000 توقيع عند إطلاقه.
أدّى البيان في النهاية إلى إنشاء حركة مواطنة واجتماعية يقودها الشباب بعنوان مغاربة خارجين عن القانون تدافع عن الحريات الفردية وحقوق المرأة ومجتمع المثليين.
عُرفت هذه المجموعة باسم 490 في إشارة إلى أحد القوانين المغربية المُثيرة للجدل،  مُنحت الحركة جائزة سيمون دي بوفوار لحرية المرأة، والتي قُدمت إلى سونيا تراب وسليماني نيابةً عن الحركة في 9 يناير 2020 في باريس.